# واکنشگر جابجایی کایرال
واکنشگر جابجایی کایرال (به انگلیسی: Chiral shift reagent) واکنش‌گری است که در شیمی تجزیه برای تعیین خلوص نوری نمونه استفاده می‌شود. برخی از تکنیک‌های تجزیه مانند HPLC و NMR، در اکثر اشکال متداول، نمی‌توانند انانتیومرها را در یک نمونه تشخیص دهند، اما می‌توانند دیاستریومرها را تشخیص دهند؛ بنابراین، تبدیل مخلوط انانتیومرها به مخلوط متناظر دیاستریومرها می‌تواند امکان تجزیه و تحلیل را فراهم آورد.
یک روش شامل واکنش یک عامل تفکیک‌کننده کایرال (CDA) با مخلوطی از انانتیومرها برای تولید دیاستریومرها از طریق پیوند کووالانسی است. یکی از رایج‌ترین CDAها، اسید موشر است.
روش دیگر شامل برهمکنش غیر کووالانسی است. واکنشگرهای جابجایی NMR مانند EuFOD، الکل پیرکل و TRISPHAT از تشکیل کمپلکس‌های دیاستریومری بین واکنشر جابجایی و نمونه مورد تجزیه استفاده می‌کنند.